# 南美側頸龜科
南美側頸龜科（Podocnemididae），又名美非側頸龜科，是側頸龜亞目下的一個科。這個科的品種的原居地位於南美洲北部及非洲印度洋的馬達加斯加。水生，於溪流或流動的水源生活。其外殼已因為水生環境而變得流線型。

## 分類
南美側頸龜科曾經與盔龜科合併，而原來的南美側頸龜科及盔龜科曾成為了新的盔龜科下的兩個亞科，即南美側頸龜亞科與盔龜亞科。不過，後來還是決定保持原來的分類，並把原先新的盔龜科升格成為總科。
南美側頸龜科現存只有以下三個屬，當中有兩個還是單型屬：
- 馬達加斯加大頭側頸龜屬（Erymnochelys）
  - 只含馬達加斯加大頭側頸龜（Erymnochelys madagascariensis）
- 亚马逊侧颈龟屬（Peltocephalus）
  - 只含亚马逊侧颈龟（Peltocephalus dumeriliana）
- 南美側頸龜屬（Podocnemis）
  - 紅頭側頸龜（Podocnemis erythrocephala）
  - 巨型側頸龜（Podocnemis expansa）
  - 馬格達萊納側頸龜（Podocnemis lewyana）
  - 六疣側頸龜（Podocnemis sextuberculata）
  - 黃頭側頸龜（Podocnemis unifilis）
  - 草原側頸龜（Podocnemis vogli）

本科尚包括有相當數量的史前屬：
- Albertwoodemys
- Bairdemys
- Bauruemys
- Brontochelys
- Caninemys
- Cordichelys
- Dacquemys
- Lapparentemys
- Latentemys
- Lemurchelys
- 魔克拉龟属 Mokelemys
- Mogharemys
- Neochelys
- Papoulemys
- Peiropemys
- Pricemys
- Shweboemys
- Stereogenys
- Turkanemys
- Cambaremys
- Cerrejonemys
- Kenyemys
- Roxochelys
- 碳龟属Carbonemys
- 骇龟属Stupendemys

## 外部連結
- 维基共享资源上的相關多媒體資源：南美側頸龜科
- 維基物種上的相關：南美側頸龜科